# Ниговищі
Ни́говищі — село в Україні, у Локницькій сільській громаді Вараського району Рівненської області. Населення становить 27 осіб (станом на 2019 рік).

## Географія
Село Ниговищі лежить за 27,6 км на північний захід від Зарічного, фізична відстань до Києва — 353,9 км.

## Історія
У міжвоєнний період у селі працювала бібліотека загальної школи, яка у 1939 році мала 119 книг. Книги належали організації «Polska Macierz Szkolna» («Польська шкільна матиця»).

## Населення
Станом на 1989 рік у селі проживали 178 осіб, серед них — 80 чоловіків і 98 жінок.
За даними перепису населення 2001 року у селі проживали 100 осіб. Рідною мовою назвали:
| Мова       | Кількість осіб | Відсоток |
| ---------- | -------------- | -------- |
| українська | 100            | 100,00 % |

## Соціальна сфера
У селі є сільський клуб.[джерело?]

## Пам'ятки
- Кладовище воїнів російської та німецької армії[d];